# Людовик Сане
Людовік Сане (фр. Ludovic Sané, нар. 22 березня 1987, Вільнев-сюр-Лот) — сенегальський футболіст французького походження, захисник клубу MLS «Орландо Сіті» та національної збірної Сенегалу.

## Клубна кар'єра
Народився 22 березня 1987 року в місті Вільнев-сюр-Лот. Вихованець юнацьких команд футбольних клубів Lormont та Stade Bordelais.
Протягом 2006–2008 років грав за французькі аматорські команди. У професійному футболі дебютував 2009 року виступами за команду клубу «Бордо», кольори якої захищає й донині.

## Виступи за збірну
На рівні збірних народжений у Франції гравець вирішив захищати кольори своєї історичної батьківщини і 2010 року дебютував в офіційних матчах у складі національної збірної Сенегалу. Наразі провів у формі головної команди країни 35 матчів.
У складі збірної був учасником Кубка африканських націй 2012 року, що проходив у Габоні та Екваторіальній Гвінеї.

## Титули і досягнення
- Володар Кубка Франції (2):

«Бордо»: 2012-13